# Herrarnas florett vid olympiska sommarspelen 1984
Herrarnas florett-tävling i de olympiska fäktningstävlingarna 1984 i Los Angeles avgjordes den 1-2 augusti.

## Medaljörer
| Event           | Guld             | Silver              | Brons                 |
| Florett, herrar | Mauro Numa (ITA) | Matthias Behr (FRG) | Stefano Cerioni (ITA) |

## Resultat
| Placering | Fäktare                       | Land                     |
| --------- | ----------------------------- | ------------------------ |
| 1         | Mauro Numa                    | Italien                  |
| 2         | Matthias Behr                 | Västtyskland             |
| 3         | Stefano Cerioni               | Italien                  |
| 4         | Frédéric Pietruszka           | Frankrike                |
| 5         | Andrea Borella                | Italien                  |
| 6         | Matthias Gey                  | Västtyskland             |
| 7         | Philippe Omnès                | Frankrike                |
| 8         | Thierry Soumagne              | Belgien                  |
| 9         | Petru Kuki                    | Rumänien                 |
| 10        | Liu Yunhong                   | Kina                     |
| 11        | Peter Lewison                 | USA                      |
| 12        | Abdel Monem El-Husseini       | Egypten                  |
| 13        | Robert Blaschka               | Österrike                |
| 14        | Kenichi Umezawa               | Japan                    |
| 15        | Chu Shisheng                  | Kina                     |
| 16        | Itzhak Hatuel                 | Israel                   |
| 17        | Joachim Wendt                 | Österrike                |
| 18        | Greg Benko                    | Australien               |
| 19        | Shlomo Eyal                   | Israel                   |
| 20T       | Nobuyuki Azuma                | Japan                    |
| 20T       | Peter Joos                    | Belgien                  |
| 22        | Stefan Joos                   | Belgien                  |
| 23        | Bill Gosbee                   | Storbritannien           |
| 24        | José Rafael Magallanes        | Venezuela                |
| 25        | Harald Hein                   | Västtyskland             |
| 26        | Pierre Harper                 | Storbritannien           |
| 27        | Haluk Yamaç                   | Turkiet                  |
| 28        | Greg Massialas                | USA                      |
| 29        | Georg Somloi                  | Österrike                |
| 30        | Mike McCahey                  | USA                      |
| 31        | Nick Bell                     | Storbritannien           |
| 32        | Yu Yifeng                     | Kina                     |
| 33        | Pascal Jolyot                 | Frankrike                |
| 34        | Sergio Luchetti               | Argentina                |
| 35        | Bilal Rifaat                  | Egypten                  |
| 36        | Tadashi Shimokawa             | Japan                    |
| 37        | Khaled Al-Awadhi              | Kuwait                   |
| 38        | Sergio Turiace                | Argentina                |
| 39T       | Henri Darricau                | Libanon                  |
| 39T       | Edgardo Díaz                  | Puerto Rico              |
| 41        | Ahmed Diab                    | Egypten                  |
| 42        | Majed Abdul Rahim Habib Ullah | Saudiarabien             |
| 43        | Dany Haddad                   | Libanon                  |
| 44        | Ahmed Al-Ahmed                | Kuwait                   |
| 45        | Lee Tai-Chung                 | Kinesiska Taipei         |
| 46        | Khaled Fahd Al-Rasheed        | Saudiarabien             |
| 47        | Ko Yin Fai                    | Hongkong                 |
| 48        | Lai Yee Lap                   | Hongkong                 |
| 49        | Abdullah Al-Zawayed           | Saudiarabien             |
| 50T       | Saúl Mendoza                  | Bolivia                  |
| 50T       | Lam Tak Chuen                 | Hongkong                 |
| 52        | Kifah Al-Mutawa               | Kuwait                   |
| 53        | Yves Daniel Darricau          | Libanon                  |
| 54        | Tsai Shing-Hsiang             | Kinesiska Taipei         |
| 55        | Julito Francis                | Amerikanska Jungfruöarna |
| 56        | Jeppe Normann                 | Norge                    |
| 57        | James Kreglo                  | Amerikanska Jungfruöarna |
| 58        | Ayman Jumean                  | Jordanien                |